# Томиславград

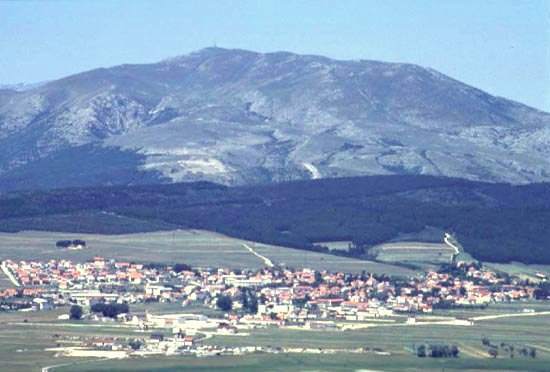
Томиславград

Томиславград (хорв. Tomislavgrad) — місто в південно-західній частині Боснії і Герцеговини. Центр однойменного муніципалітету, який входить до 10-го кантону Федерації Боснії і Герцеговини.

## Назва

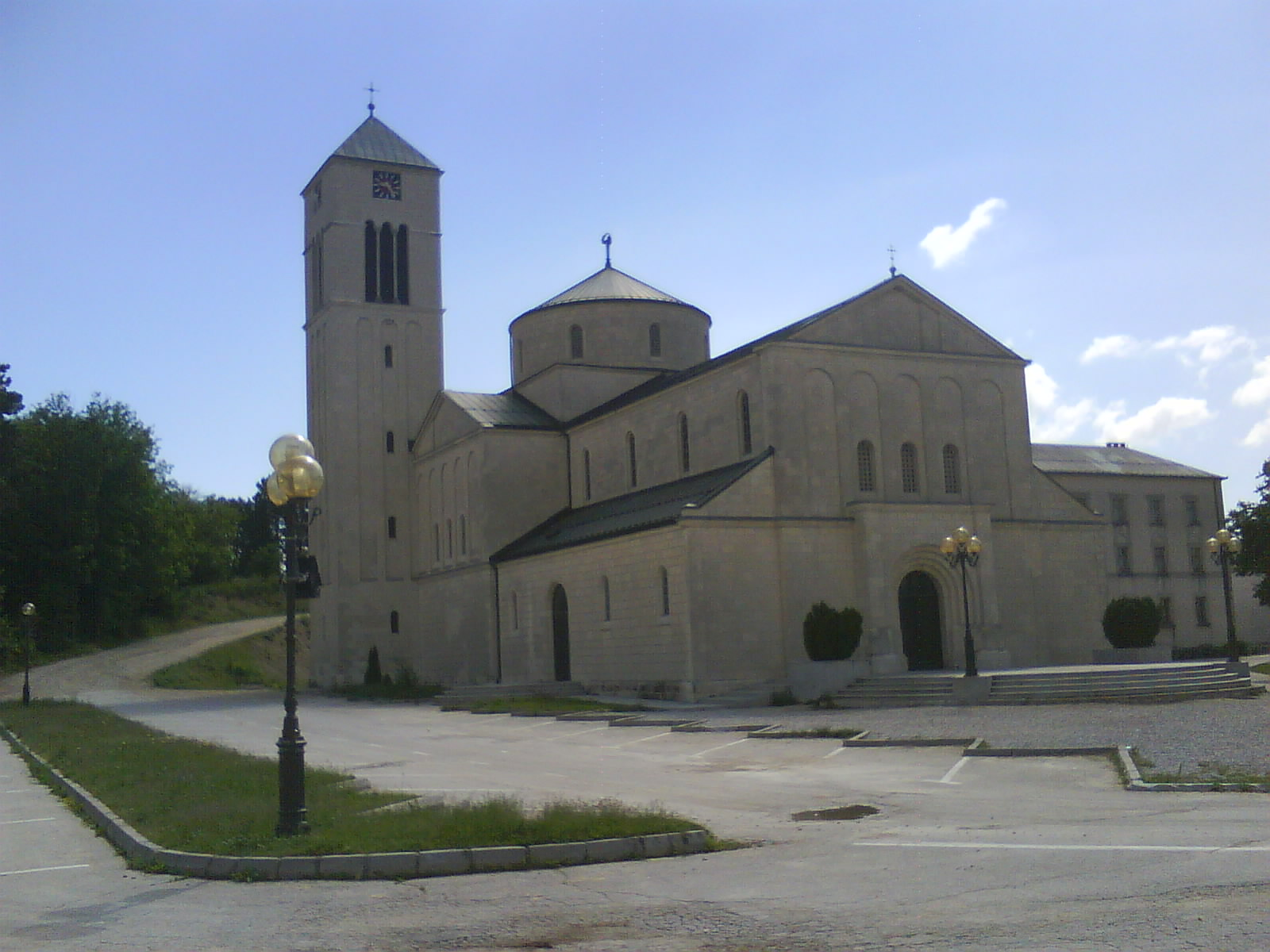
Базиліка святого Ніколи Тавелича в Томиславграді

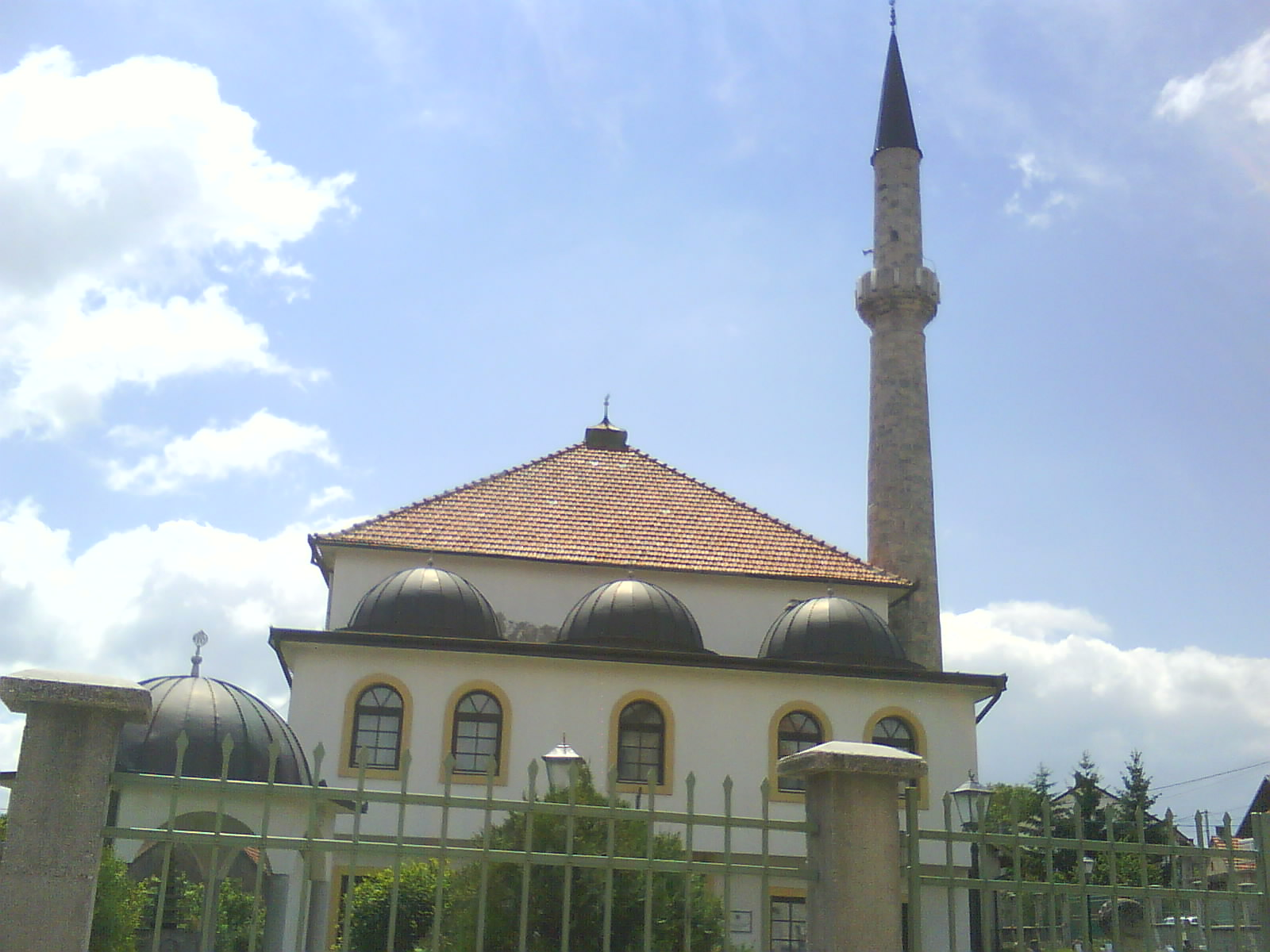
Мечеть Джуджа Джафер у Томиславграді, зведена до 1615 р.

Назва міста означає буквально «Місто Томислава». Цією назвою було замінено історичний топонім Дувно в 1925 році королем Югославії Александром І на честь короля Томислава, якого в цій місцевості в 925 р. було зведено на престол як короля Хорватії. Після Другої світової війни соціалістична Югославія відновила первісну назву Дувно. У 1990 рр. місто було знову перейменовано на Томиславград. Попри це мешканці Боснії і Герцеговини часто звуть місцевих жителів «Duvnjaci» (дувняки, жителі Дувна), а саме місто часто йменують «Дувно». Крім того, місто інколи називають просто «Томислав». Римсько-католицька єпархія в цьому краї досі називається Мостарсько-Дувненська римсько-католицька єпархія. Назва Дувно (раніший варіант Думно) походить від іллірійського слова d´lmno, що значить «пасовище» і відповідно dalma (dëlma) означає вівця, а отже, назва міста споріднена з назвою однієї з трьох основних історичних складових Хорватії — Далмації. За часів Римської імперії місто називалося Delminium, а в добу Королівства Хорватія — Županjac. Під владою Османської імперії воно називалось Županj-potok, а в часи панування Австро-Угорщини — Županjac.

## Положення
Томиславград розташований за 38 км від столиці Кантону 10 Федерації Боснії і Герцеговини (або — за адміністративно-територіальним поділом, прийнятим у хорватській частині Федерації — Герцег-Боснійської жупанії), міста Ливно, за 88 км від Мостара, за 162 км від Сараєво, за 161 км від Баня-Луки, та за 91 км від Спліта.

## Демографія

### 1971
Всього 33 135 жителів
- Хорвати — 29 272 (88,34 %)
- Мусульмани — 2 760 (8,32 %)
- Серби — 970 (2,92 %)
- Югослави — 40 (0,12 %)
- Інші — 93 (0,30 %)

### 1981
Всього 30 666 осіб
- Хорвати — 26 712 (87,10 %)
- Мусульмани — 2 895 (9,44 %)
- Серби — 671 (2,18 %)
- Югослави — 256 (0,83 %)
- Інші — 132 (0,45 %)

### 1991
У 1991 році в муніципалітеті Томиславград проживало 30 009 осіб, у тому числі:
- 25 976 хорватів (86,56 %)
- 3 148 мусульман (10,49 %)
- 576 сербів (1,91 %)
- 107 югославів (0,35 %)
- 202 інших або невідомих (0,69 %)

Саме місто налічувало 5 993 мешканців, у тому числі:
- 67 % хорватів
- 27 % мусульман
- 4 % сербів
- 1 % югославів
- 1 % інших

## Історія

### Стародавні часи
Первісно місцевість населяло іллірійське плем'я далматів, які заснували в межах нинішнього Томиславграда своє головне місто Делмініум, що розташовувалося на горі Ліб. На початку І століття після довготривалого і запеклого опору далматів підкорили римляни і спорудили нове місто Делмініум. Римський Делмініум розташувався на місці теперішньої римо-католицької базиліки, названої на честь першого хорватського святого Ніколи Тавелича.

### Королівство Хорватія
Хорвати заселили цю місцевість у VII столітті, перейменовуючи поселення на Жупаняц. Землі навколо Томиславграда відігравали важливу роль у хорватській історії раннього середньовіччя. Як засвідчує Літопис попа Дуклянина, найважливішою подією цього періоду була перша Рада (Сабор) Хорватії 753 року. Саме на дувненській горі Ліб з приходом хорватів в околиці Дувна було закладено перший хорватський княжий двір у Боснії і Герцеговині, де князь Будимир приймав послів папи Стефана II і візантійського імператора Костянтина V і де було завершено підготовку до Великої державної і церковної Ради. На цьому з'їзді державу було поділено на три основні області з декількома меншими самоврядними краями, кордони яких визначалися адміністративним поділом Стародавнього Риму. Встановлювалися спосіб управління, податки і судочинство. На з'їзді складався протокол латиною, який було відразу перекладено хорватською мовою. У зв'язку з відсутністю відповідного терміна в хорватській мові, опубліковану працю назвали грецьким словом Methodos, тобто книга для системного управління державою. Methodos був першим писемним твором, написаним хорватською, як і взагалі слов'янською мовою.
Прийнято вважати, що саме на цьому місці в 925 році відбулася урочиста коронація короля Томислава. За свідченням трактату Костянтина VII Багрянородного De Administrando Imperio хорватське військо на той час налічувало 60 000 кіннотників, 100 000 піхотинців, військово-морський флот з 80 великих суден, на кожному з яких по 10-20 моряків. Таких сильних армій у тогочасній Європі було мало, з таким військом Томислав розбив угорців і болгар. Після цих перемог князь об'єднав всі малі й великі хорватські землі та міста Спліт, Трогір, Задар, Осор, Раб і Крк в одній великій державі. Безперечним знаком посилення могутності хорватської держави була хорватська королівська корона, яку вкупі з мечем і щитом прислав Томиславу папа Іоанн X.

### Королівство Боснія
Дувненське поле з містом Жупаняц перебувало у володінні хорватських королів до другої половини ХІІІ століття, коли воно перейшло у володіння дворянської сім'ї Шубичів, а в 1325 році — під владу бана Боснії Степана II Котроманича, залишаючись у володінні його роду до турецького завоювання.

### Османська імперія і Австро-Угорщина
Османи володарювали в цій місцевості до 1878 р., після чого вона стала частиною Австро-Угорщини до розвалу останньої в 1918 р.

### Королівство Югославія
У 1925 році Дувно було перейменовано на Томиславград королем Александром І.
З утворенням Хорватської бановини, Дувненський край увійшов до її складу і ось так дочекався створення НДХ 10 квітня 1941 року. Про те, в якому настрої зустрінуто виникнення нової хорватської держави в Дувні свідчить один документ, що зберігся в Історичному архіві в Мостарі, в якому буквально пишеться: «Після розпаду Королівства Югославії, хорвати в Дувно раділи, серби були розчаровані, а мусульмани — 2:1».

### Комуністична Югославія
Після того, як Томиславград було завойовано партизанами, його було перейменовано на Дувно.
Як і більшості міст Західної Герцеговини, Томиславграду було начеплено тавро про-устаського і про-фашистського краю. Тому високопосадовці СФРЮ ставилися до міста як до ізгоя. У місто вкладалося дуже мало коштів. Це породило страшенні злидні і багато людей переселилися в Загреб і Далмацію, а також у Німеччину як заробітчани. Сьогодні багато уродженців Томиславграда приїжджають звідусіль до своїх близьких родичів у місто на вихідні дні.

### Незалежна Боснія і Герцеговина
Дувно знову перейменовано на Томиславград.

## Економіка

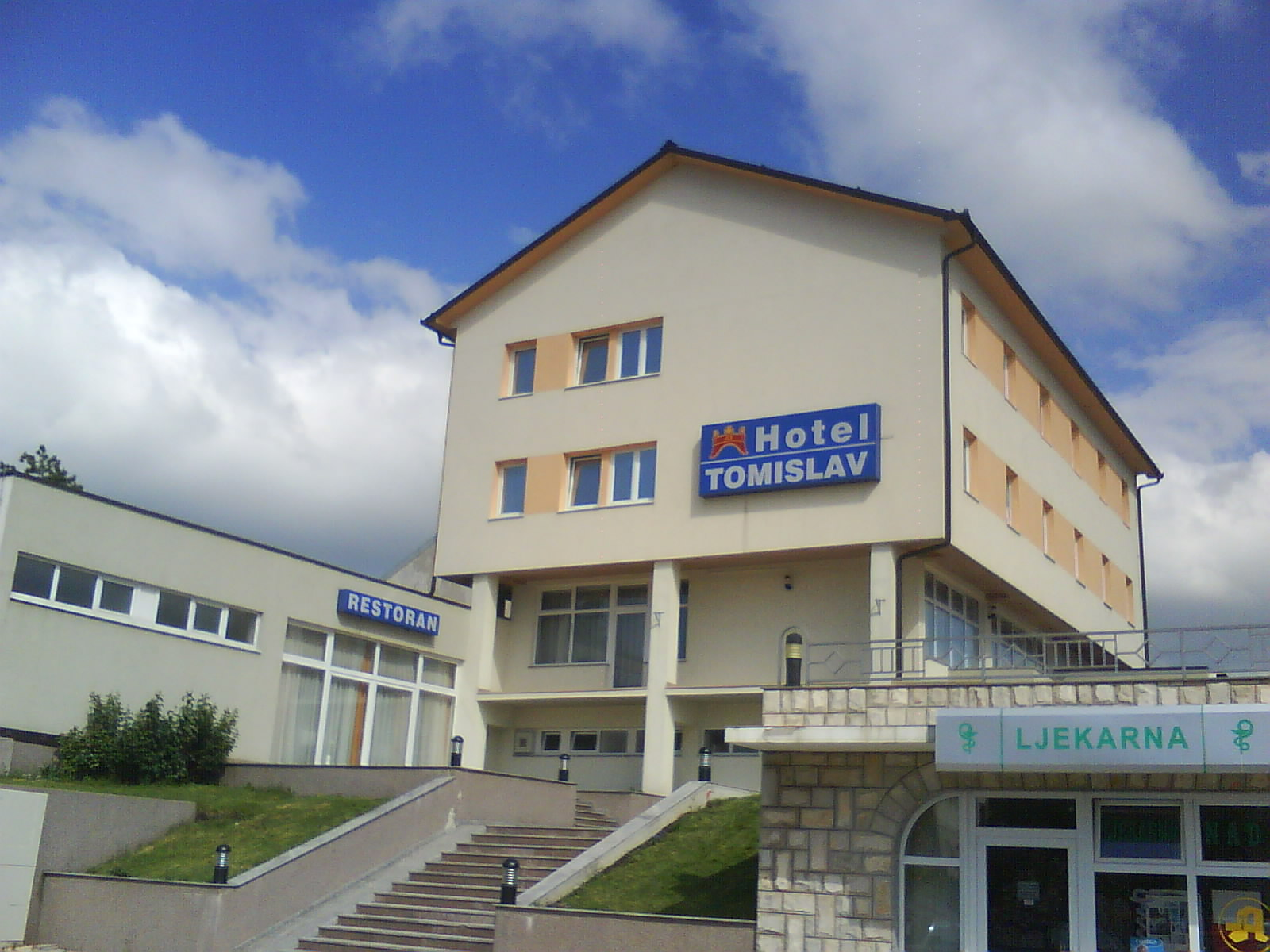
Готель «Томислав»

Сьогоднішній Томиславград перебуває в дуже важкій економічній скруті. Багато людей емігрували з нього в 1960-х і 1970-х роках, але здебільшого під час війни в 1990-х роках. Більшість із них перебралися до Хорватії (переважно в Загреб), Західної Європи (Німеччина) та Австралії. Ті, що лишилися, працюють на будівництвах у Далмації та Загребі.
Серед фірм, що працюють у місті, є кілька великих компаній, таких як кабельний завод «Капіс Томиславград», торговельний центр «Продекс» та декілька транспортних і будівельних компаній. Під час Боснійської війни було закрито місцеву фабрику пластмас, яка так і не відновила роботу.
У місті є чимало барів і букмекерських контор.

## Пам'ятки і культура
У центрі міста Томиславград височить величний пам'ятник на честь короля Томислава І роботи скульптора Вінки Багарич з Загреба, встановлений у 1990-х роках після війни в Боснії і Герцеговині.

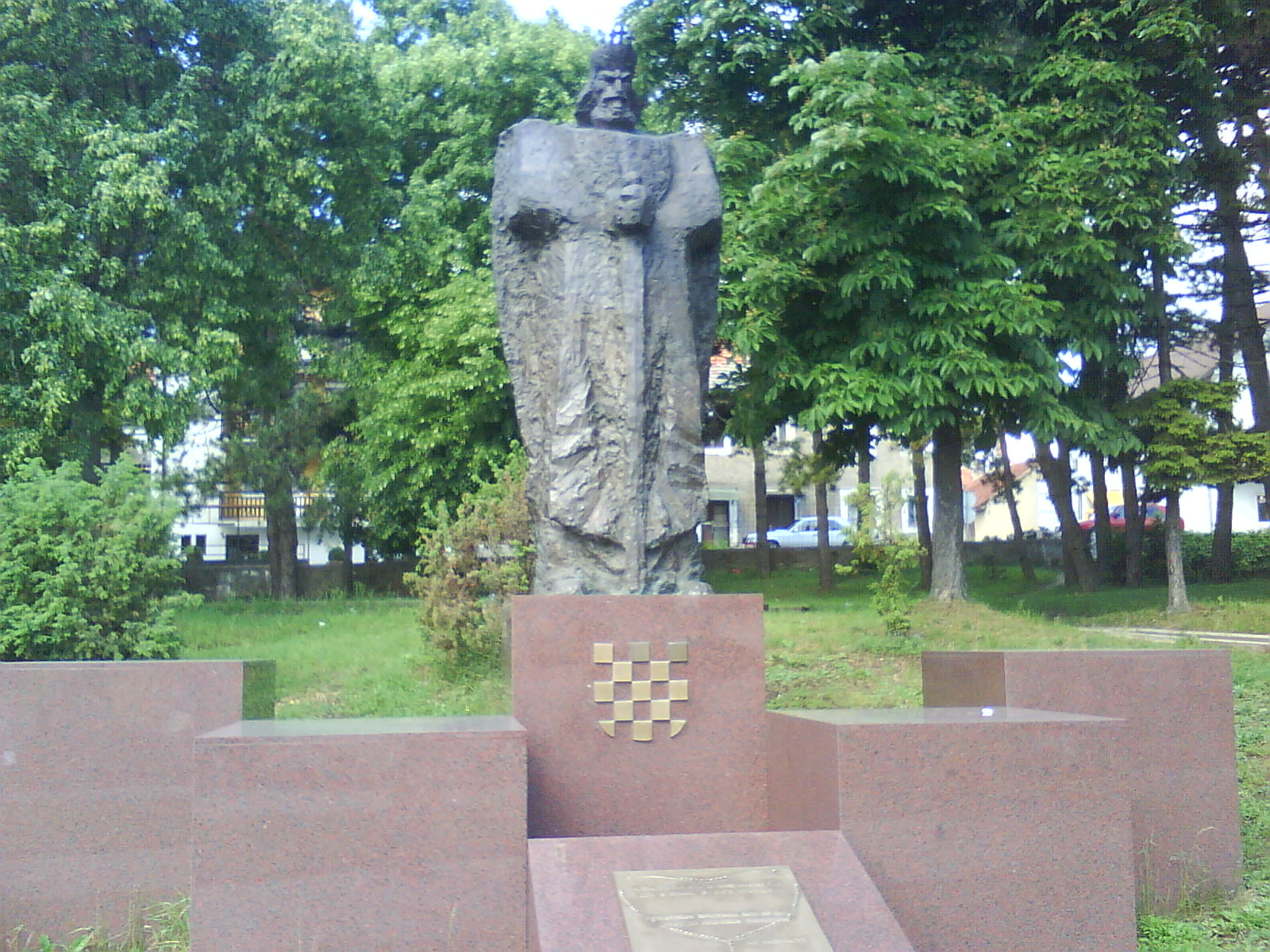
Пам'ятник королю Томиславу